# 保利茂
保利 茂（ほり しげる、1901年〈明治34年〉12月20日 - 1979年〈昭和54年〉3月4日）は、日本の政治家。
衆議院議員（12期）、内閣官房長官（第8代・第33・34代）、衆議院議長（第59代）、労働大臣（第45・46代）、農林大臣（第19代）、自由民主党幹事長（第12代）、自由民主党総務会長（第7代）などを歴任した。

## 来歴・人物

### 前半生
佐賀県東松浦郡鬼塚村（現・唐津市）の零細農家に生まれる。生家は貧しく、父親は車夫、母親や兄弟姉妹は野良仕事や養蚕、行商などで生計を立てていた。保利は家の仕事を手伝いながら小学校に通った。高等小学校を優等の成績で卒業したが、経済的な理由で中学への進学はかなわず、地元の唐津鉄工所の見習工になった。3年間の見習工を終えて練習生になった17歳のとき、職場を飛び出し上京した。
東京では早大理工学部教授の西岡達郎に保証人になってもらい、専検に合格して軍の学校に入ることを目指した。働きながら独学で勉強に励み専検に合格したが保利は軍人志望をあきらめ、働きながら学べるところとして、中央大学経済学部経済学科の夜間部に入学した。
苦学して中央大学を卒業後、報知新聞に入社。中大教授の佐藤正之が先輩で報知の政治部長をしていた井上勝好を紹介してくれたことがきっかけだった。当時、清浦内閣打倒の第二次憲政擁護運動が起こり、立憲政友会が政友本党と分離し憲政会総裁の加藤高明を首相とする護憲3派連立内閣が発足したところであり、保利は政局取材に駆けずり回った。後年、保利は「取材記者としては、これでもかなり有能だった。私は終生新聞記者で、筆を持って立ちたいと思っていたんです」と語っている。
その後人事異動で千葉支局に配置換えとなった。政局取材を経験した後の地方勤務は味気なく、もんもんとした日々を送っていたところに誘いを受け、1927年5月に東京日日新聞（現在の毎日新聞）へ転職した。記者時代は政友会担当の山下倶楽部詰めが長かった。1933年5月、保利は大阪毎日新聞に転勤となった。入社の際に世話になった城戸元亮が大毎会長に転じたので、保利も大毎に呼ばれたのである。ところが10月、取締役会長の城戸を追放する大毎騒動と言われた社内抗争が起きた。保利も城戸に殉じて大毎を退社し、政友会の山本条太郎に身の振り方を相談した。

### 政界入り
1934年7月、「雪隠詰の謀将」として知られ親しくしていた山崎達之輔が農林大臣となったためその秘書となり、農林関係の会社に勤めた。1944年12月に、郷里の佐賀で翼賛選挙に非推薦で当選した松岡平市代議士が選挙違反で失格となり、衆議院補欠選挙が行われた。保利はこれに立候補して、対立候補が出なかったため無投票当選を果たした。
戦後、当初保利は鳩山一郎による日本自由党結成に合流しようとしたが、山崎に反対されたため、日本進歩党に所属した。GHQによる公職追放の嵐が吹き荒れる中行われた第22回衆議院議員総選挙では、党の所属議員274名中260名が追放の処分となる中当選を果たした。党総裁であった町田忠治も公職追放となったため、幣原喜重郎が総裁となるが、犬養健とともに若手議員らからなる反幣原派「新進会」を結成し、芦田均を首班とする新党結成に動き出した。1947年2月、第1次吉田内閣において商工政務次官となり、同年3月の進歩党解党後は民主党に所属する。
しかし同年4月に行われた第23回衆議院議員総選挙の選挙活動の最中に追加処分を受け、出馬できなくなってしまった。なお、この追放処分は1948年に取消となっている。この間、1948年4月、政治資金に関する問題で衆議院不当財産取引調査特別委員会に証人喚問された。

### 吉田政権での起用
1950年の民主党分裂に当たっては民主党連立派に属し、吉田茂の民主自由党に合流、自由党を結成する。そのまま、いわゆる「吉田学校」の言わば「編入生」として吉田に重用される。
1950年、第3次吉田第1次改造内閣で労働大臣で初入閣。当選3回、49歳だった。吉田は保利の能力と粘り強さを高く評価した。しかし、犬養を差し置いての保利の入閣には悪評がつきまとった。1951年には内閣官房長官に抜擢された。吉田は保利に「単なる補佐役と思っては困ります。あなたがもし総理大臣だったらどうするか、そう考えて仕事をしてください」と官房長官の心得を諭した。
吉田自由党では大野伴睦・林譲治・益谷秀次が「ご三家」、池田勇人・佐藤栄作・広川弘禅・保利茂が「四奉行」と呼ばれた。公職追放が解除となり、戦前派の大物が続々と政界に復帰し、吉田に退陣圧力をかけた。戦前、政友会の幹事長を務めた松野鶴平も自由党に復帰し、死去した古島一雄に代わって吉田首相の政治指南役となった。保利官房長官は吉田と松野の連絡役を務めた。大麻唯男は松村謙三ら旧民政党系政治家と「新政クラブ」を作り、野党の国民民主党と合同して1952年2月に改進党を結成し、総裁には元外相の重光葵を担ぎ出した。通常国会は荒れ模様となり吉田首相は鳩山派の攻勢に反撃するため、松野の入れ知恵で抜き打ち解散の意向を固め、保利官房長官にその準備を指示した。
臨時国会は同年8月26日に召集され、大野が衆議院議長に選出された。その2日後に吉田首相は突如として衆議院の解散を断行した。憲法7条だけに基づく初めての解散であり、野党も鳩山派も完全に意表を突かれた。自由党執行部からも不満が噴出した。解散を事前に知っていたのは保利、池田、佐藤、松野らに限られ、林幹事長、益谷総務会長、大野衆議院議長らには事前の根回しがなかった。特に「三日議長」とやゆされた大野は激怒し、その怒りの矛先は保利官房長官に向けられた。後々まで「寝業師」「策士」と言われたのは、犬養を置いてきぼりにして入閣したことと、この抜き打ち解散の経緯がある。

### 吉田政権退陣後の不遇
1954年、吉田が退陣し、鳩山一郎内閣が成立すると状況は一変し、保利はしばらく表舞台から遠ざかる。1955年の保守合同で生まれた自由民主党に参加、党内では佐藤派に所属する。また、翌年結成された自由民主党佐賀県連の初代会長となった。
池田勇人内閣で自民党総務会長となるが、1963年の総選挙で落選し雌伏を強いられる。落選中も佐藤栄作からの厚い信頼を得ていた保利は、池田が三選を目指す1964年自由民主党総裁選挙への佐藤出馬を促したが、同じ派内で重きを為していた田中角栄が吉田の説得を取り付けてまで佐藤と池田の仲介に乗り出しており、この頃から田中との間に確執を生まれることになる。結果的に現職の池田が再選を果たすものの、程なくしてに喉頭癌で退陣を余儀なくされ、後継総裁に佐藤が当選する下地を作ることとなった。
1966年8月の内閣改造で佐藤は保利を農相に起用しようとしたが、川島正次郎副総裁・田中幹事長らの反対で実現しなかった。

### 佐藤政権での返り咲き
1967年の第31回衆議院議員総選挙で復活当選した。10万票を超える圧倒的な得票でトップ当選を飾った。1967年11月の第2次佐藤第1次改造内閣で建設相に就任し、吉田内閣の農相以来、13年ぶりに閣僚に返り咲いた。
1968年11月の内閣改造で内閣官房長官に就任。当時66歳だった保利は「こんな年寄りではいけんよ」と固辞したが、佐藤は「一度くらい、一緒に苦労してくれてもいいだろ」と殺し文句を繰り出した。前任の木村俊夫が副長官に格下げになって保利を補佐する、「大官房長官」の体制がとられ、副総理格の扱いだった。保利は通常の行政事務はほとんど木村副長官に任せ、重要課題の処理に全力を挙げた。佐藤首相は、吹き荒れていた大学紛争を沈静化させ、安定した国内情勢を背景に沖縄返還の対米交渉に全力を挙げ、「70年安保」を無事に乗り切ることを目標としていた。そのために保利官房長官・田中幹事長・愛知揆一外相という布陣を敷いたのであった。保利は佐藤派の大番頭と呼ばれ、田中・福田赳夫とともに佐藤政権の三本柱をなした。
佐藤政権は大学紛争の沈静化のため特別立法の検討を進めていたが、坂田道太文相がまとめた文部省案に対して自民党内から「学内暴力を徹底的に取り締まる中身にすべきだ」との異論が出た。保利が調整に乗り出し、坂田文相や文部省幹部と話し合い、大学当局者の意見を聞き、ひそかに学生の代表とも会って彼らの声に耳を傾けた。後藤田正晴警察庁長官・秦野章警視総監とも協議を重ねて「多少生ぬるい内容であっても、大学当局の自主努力を促す文部省案で行こう」と決断し、党内の一部の反対を押し切って「大学運営臨時措置法案」（大学管理法）を国会に提出した。この法案に対して社会党・共産党が強く反対したため国会審議は難航を重ねたが、田中自民党幹事長が押し切って大学管理法は1969年8月3日に成立した。この直後から大学紛争は潮が引くように沈静化していった。
1969年11月14日、佐藤首相の訪米に合わせて首相の臨時首相代理に指名される。
1971年7月5日の内閣改造で、保利は官房長官から自民党幹事長に転じた。保利の使命は同年6月に調印された沖縄返還協定の国会承認と、佐藤の円満な退陣、福田へのバトンタッチであった。しかし、このころから佐藤政権は内外の逆風に翻弄されて思わぬ悪戦苦闘を強いられた。
第9回参議院議員通常選挙では、野党共闘が奏功して自民党の議席が予想外に落ち込み、与野党の議席差が縮まった。議会運営では、岸信介・佐藤栄作と「長州ご三家」といわれ、9年間議長として参議院に君臨した重宗雄三が佐藤内閣を支える重要な一角であったが、河野謙三が「重宗王国」に造反して野党の支持のもとで議長になった。保利幹事長は重宗・河野間の調整に乗り出し、木内四郎を新議長とすることで折り合いがついたが、重宗が不出馬会見で「河野が野党と結託して」と発言したことに河野が強く反発して保利の調整工作は不発に終わった。
1971年7月キッシンジャー米国務長官が中国を訪問し、ニクソン大統領の72年訪中が公表された。日本の頭越しの米中接近に衝撃を受けた。その1カ月後、ニクソン大統領は緊急ドル防衛策を発表し、変動相場制に移行した。日米の信頼関係は一層深まったと考えていた佐藤政権は2つのニクソン・ショックにうろたえた。特に米中接近は日本の世論を刺激し、日中国交回復を求める声が一段と大きくなった。中国の国連加盟問題で困難な対応を迫られた。米国提案の逆重要事項指定決議案と、複合二重代表制決議案の共同提案国になるかどうかをめぐって自民党の意見は割れた。
保利はひそかに日中関係打開のために重要な布石を打っていた。周恩来首相にあてた「保利書簡」である。訪中する美濃部亮吉東京都知事に託され、北京で届けられた。しかし、この書簡を読んで「まやかしであり、信用できない」と受け止めた周は書簡を返却し、不発に終わった。国交のない中共に向けた書簡は国内で波紋を呼び、それまで親台派と目されていた保利は山中貞則に詰め寄られることとなった。

### 福田政権実現までの動き
佐藤後の後継を選ぶこととなった1972年自由民主党総裁選挙では佐藤の意を受けて福田を支持するが、田中が佐藤派の多数派を引き連れて総裁選出馬へと動くと田中派が結成されるのに先立って派内の非・田中支持議員を糾合して「周山クラブ」（保利派）を結成。しかし田中支持への動きを止められずに福田は落選。総裁選挙後に福田派へと合流する。
第2次田中角栄内閣では行政管理庁長官となる。第10回参院選での自民党の敗北を受けて三木武夫が環境庁長官を辞任したのに続き、福田が大蔵大臣の辞意を表明すると、保利は自ら慰留に動くが、福田の意志は変わらず、責任をとって行政管理庁長官を辞任した。1974年に田中金脈問題の表面化から田中首相が退陣した際に、自由民主党副総裁だった椎名悦三郎と組んで後継総裁の調整に動き、三木を後継総裁に指名した『椎名裁定』を陰で演出する役回りを演じた。この過程で椎名は保利暫定政権を模索したこともあり、金丸信や田村元は保利擁立に動いていたため、保利の総理・総裁の可能性もあったとされる。三木政権では訪中して周恩来や鄧小平と会談するなど、「保利書簡」以来の念願を果たした。しかし1976年にロッキード事件の発覚から「三木おろし」が起きた際には椎名や船田中・園田直と共に反主流派連合党挙党体制協議会（挙党協）が結成され船田中とともに代表世話人になり、三木降ろしの先頭に立った。
保利は「大福一本化」工作に乗り出し、金丸信が二人を仲介して保利・福田会談が実現した。保利は大平の側近・田中六助を招いて大平説得を依頼した。この間、田中派の西村英一を通じて田中の意向も確認した。10月27日、品川のホテルパシフィック東京で保利と福田・大平・園田直・鈴木善幸が会談し、その席上で2年交代を示唆する大福一本化のメモが読み上げられ、保利が立会人となって文書に福田・園田・大平・鈴木の4人が署名し調整役として大福密約を結ばせた。

### 衆院議長就任・福田政権での活動
同年12月5日に行われた第34回衆議院議員総選挙での敗北の責任をとって三木が退陣し、12月24日に福田赳夫内閣が発足。保利は衆議院議長に就任した（在任期間・1976年12月24日 - 1979年2月1日）。在任中は話し合い重視の円満な国会運営を心がけた。野党も保利の重厚な人柄に敬意を払い、保利の議長在任中は与野党伯仲状況だったにもかかわらず、国会運営は極めてスムーズに運んだ。
その後、福田首相の周辺から衆議院の解散論が流れるようになる。政権や自民党の支持率が回復傾向にある中、解散して勝利すれば総裁再選を経て長期政権の足固めとなる可能性が高かった。しかしこれは大福一本化の合意から逸脱するものであり、保利は解散論をけん制するため「解散権の恣意的な乱用は好ましくない」と繰り返し述べた。解散論は1978年春を過ぎるころには下火になったが、結果的にこのことは福田政権の寿命を縮めることになった。
保利が福田首相の決断を促してきた懸案の日中平和友好条約の締結についても、同年8月12日に調印に至り、保利の残りの使命は同年11月の自由民主党総裁選挙で福田から大平への円満なバトンタッチを見届けるだけであったが、大福2年交代の密約は守られることなく福田は続投を表明した。告示の11月1日、福田と大平が出馬のあいさつに訪れた。福田に対して保利は「私は2年前のことに責任を感じている」と厳しい表情で対応したが、大平には温かく激励した。保利はこの2年間、幹事長として黙々と福田政権に協力してきた大平を高く評価していた。結局、福田は総裁選で敗北し、大平政権が誕生することになった。

### 衆院議長辞任・死去
1978年11月総裁選告示の翌日、肝臓がんで入院。大平の総裁選勝利を見届け「大平総裁でわたしの使命は終わった。大平の門出はわたしがやってやらなきゃ」とつぶやいた。12月7日の首相指名選挙では病を押して議長席についた。1979年1月の施政方針演説と各党代表質問が終わると辞任。
議長退任間もない1979年3月4日に、心不全のため東京都港区西新橋の東京慈恵会医科大学附属病院で死去。享年77。墓は佐賀県唐津市山本の万徳寺にある(その他川崎市春秋苑にも墓がある)。法名は、正覚院釋祥瑞。
文部大臣、自治大臣を務めた衆議院議員の保利耕輔は長男。副総理、自民党副総裁を務めた金丸信は保利を師と仰ぎ、一時期、髪型まで真似する程、傾倒したといわれる。

## エピソード
- 「謀将」と呼ばれ典型的な「密室型」「調整型」政治家であり、裏方に徹した。その時々の政局に関し深い読みを持ち、保守本流の維持をはかった。一方で無欲恬淡とした性格で佐賀県出身者らしい「葉隠」精神の持ち主と評される。
- 「百術は一誠に如かず」をモットーに政治活動に打ち込んだ。「寝業師」「策士」とも評されたが、晩年は誠実で重厚な人柄が高く評価され、与野党の枠を超えた人望を集めて「名議長」と評された[7]。
- 派閥はつくらず、「政界の脇役」を任じてきた。財界人とは新日鉄の永野重雄や日本精工の今里広記と特に親しく、2人を幹事とした財界人の集まり「二火会」を持っていた。趣味はゴルフ・マージャン・囲碁で、保利の周囲には人望を慕う坪川信三・塚原俊平・細田吉蔵・金丸信らマージャングループの側近が常に集まっていた[7]。

## 著書・伝記
- 『戦後政治の覚書』毎日新聞社、1975年。NDLJP:12227676。
- 岸本弘一 編『一誠の道  保利茂写真譜』保利茂伝刊行委員会、1980年3月。NDLJP:12262890。
- 保利茂伝刊行委員会 編『追想保利茂』1985年3月。NDLJP:12253623。